# Taylor Moton
Taylor Moton (geboren am 18. August 1994 in Lansing, Michigan) ist ein US-amerikanischer American-Football-Spieler auf der Position des Offensive Tackles. Er spielte College Football für die Western Michigan University und steht seit 2017 bei den Carolina Panthers in der National Football League (NFL) unter Vertrag.

## College
Moton besuchte die Highschool in Okemos, Michigan, an der er Football und Basketball spielte. Außerdem war er als Leichtathlet aktiv. Von 2012 bis 2016 ging Moton auf die Western Michigan University, um College Football für die Western Michigan Broncos zu spielen. Nach einem Jahr als Redshirt war er ab der Saison 2013 vier Jahre lang Starter für die Broncos. Dabei spielte Moton überwiegend als Right Tackle, in der Spielzeit 2015 wurde er als Right Guard eingesetzt. Er spielte in 52 Spielen von Beginn an für Western Michigan und stellte damit einen neuen Rekord für die meisten Spiele als Starter an seinem College auf. In der Saison 2016 wurde Moton in das First-Team der Mid-American Conference (MAC) gewählt.

## NFL
Moton wurde im NFL Draft 2017 in der zweiten Runde an 64. Stelle von den Carolina Panthers ausgewählt. Als Rookie kam Moton nur vereinzelt zum Einsatz und spielte bei 63 Snaps. In der Saison 2018 spielte er am ersten Spieltag als Ersatz für den verletzten Matt Kalil als Left Tackle. Anschließend spielte er ab der zweiten Woche als rechter Tackle, da auch Daryl Williams verletzungsbedingt ausfiel. Moton blieb die gesamte Saison Stammspieler. In den folgenden beiden Saisons etablierte sich Moton als rechter Tackle der Panthers und verpasste kein Spiel. Nach der Saison 2020 belegten die Panthers Moton mit dem Franchise Tag. Im Juli 2021 einigten sich Moton und die Panthers schließlich über eine Vertragsverlängerung über vier Jahre und 72 Millionen US-Dollar. Hiervon sind 43 Millionen Dollar garantiert.